# In the Night (álbum de Cheryl Lynn)
In the Night es el tercer álbum de estudio de la cantautora estadounidense de R&B y Soul Cheryl Lynn. Fue lanzado el 6 de abril de 1981 a través de Columbia Records. El álbum incluye la exitosa canción "Shake it Up Tonight", que alcanzó la posición #5 en las listas Hot R&B/Hip-Hop Songs y Dance Club Songs. In the Night fue certificado como Oro por la Recording Industry Association of America (RIAA) un mes después de su lanzamiento.

## Lista de Canciones
| N.º | Título                    | Duración |  |
| 1.  | «Shake It Up Tonight»     | 5:41     |  |
| 2.  | «Show You How»            | 4:06     |  |
| 3.  | «In the Night»            | 4:27     |  |
| 4.  | «Hurry Home»              | 4:22     |  |
| 5.  | «I'm on Fire»             | 4:22     |  |
| 6.  | «With Love on Our Side»   | 4:21     |  |
| 7.  | «If You'll Be True to Me» | 4:06     |  |
| 8.  | «What's on Your Mind»     | 4:06     |  |
| 9.  | «Baby»                    | 4:21     |  |